# Финдхад мак Гаррху
Финдхад мак Гаррху (Финкат мак Гаррхон; др.‑ирл. Findchad mac Garrchu, Fincath mac Garrchon; погиб в 485) — король Лейнстера (483—485) из рода Уи Гаррхон (ветви Дал Мессин Корб).

## Биография
Финдхад был сыном родоначальника Уи Гаррхон Гаррху мак Фотайда и потомком в пятом поколении Ку Корба, предка всех раннесредневековых лейнстерских династий. Точно неизвестно, когда Финдхад стал главой Уи Гаррхон, так как в «Трёхчастном житии святого Патрика» сохранились сведения о встрече этого святого с королём Дрик Криу, жившим, приблизительно, в одно время с Гаррху мак Фотайдом.
Финдхад мак Гаррху не упоминается как монарх в королевских списках, сохранившихся в «Лейнстерской книге», однако наделяется королевским титулом в «Анналах Инишфаллена». Позднейшая историческая традиция, закрепившаяся в других ирландских анналах, считала Финдхада мак Гаррху только правителем «подчинённого племени», находившимся в зависимости от лейнстерских королей из Уи Хеннселайг. На основании анализа источников о Лейнстере V века историками было сделано предположение, что под влиянием родов Уи Хеннселайг, Уи Дунлайнге и Уи Нейллы, в зависимость от которых к X веку попали монастырские центры летописания Ирландии, сведения средневековых анналов были искажены и в них были внесены данные, благоприятные для представителей этих родов, но частью не соответствовавшие исторической действительности.
Вероятно, Финдхад стал королём Лейнстера после гибели в 483 году своего дальнего родственника Кримтанна мак Эндая из рода Уи Хеннселайг. Об обстоятельствах перехода престола Лейнстера от представителя Уи Хеннселайг к представителю Уи Гаррхон ничего неизвестно.
Правление Финдхада мак Гаррху совпало с активизацией военной деятельности членов рода Уи Нейллов, желавших расширить свои владения за счёт земель Лейнстера. Анналы сообщают, что уже в 485 году Финдхад потерпел поражение и погиб в первом сражении при Гранайрете (современном Гранарде). Победителем битвы был или Кайрпре мак Нейлл, или Муйрхертах мак Эрка. Скорее всего, это был Кайрпре мак Нейлл, о котором известно, что он, завоевав северные области лейнстерской Тетбы, основал здесь королевство.
После гибели Финдхада мак Гаррху новым правителем Лейнстера стал его сын Фроэх мак Финдхада.